# Jean-Jacques Petter
Jean-Jacques Petter was een Franse primatoloog die bekendheid verwierf door zijn studies van lemuren in Madagaskar. Ook zette hij zich in voor de natuurbescherming op het eiland.

## Werk
Petter maakte in 1956 en 1957 een groot aantal veldstudies verspreid over Madagaskar. Deze studies, die hij samen met zijn vrouw Arlette Petter-Rousseaux maakte, behoorden tot de eersten op het gebied van de ecologie en onderlinge sociale banden van de lemuren. Ook aan de taxonomie van de dieren leverde Petter een aantal belangrijke bijdragen. Zo plaatste hij in 1962 de vari en de rode vari onder het geslacht Varecia. In 1967 plaatste hij en zijn vrouw de pluimoorkatmaki in een eigen geslacht, Allocebus genaamd. In 1977 publiceerde Petter een groot deel van zijn bevindingen in zijn boek Faune de Madagascar.

## Erkenning
In 1981 reikte het World Wide Fund for Nature een Gold Medal aan hem uit, als eerbetoon aan zijn bijdragen aan de natuurbescherming in Madagaskar. Ook werden diverse Malagassische diersoorten naar hem vernoemd, zoals de kameleon Furcifer petteri (1966, toen nog Chamaeleo willsi petteri) en de knaagdieren Eliurus petteri (1994) en Macrotarsomys petteri (2005). In 2006 werd de juist ontdekte wezelmaki Lepilemur petteri postuum naar Petter genoemd, ter ere van zijn bijdragen op het gebied van de studie naar lemuren.
- Bibliothèque nationale de France: cb11919456z (data)
- CiNii: DA12981044
- Gemeinsame Normdatei: 1042530521
- International Standard Name Identifier: 0000 0001 2130 9451
- Library of Congress Control Number: n84059776
- Nationale Bibliotheek van Tsjechië: hka2016928884
- Nationale Bibliotheek van Israël: 987007332107805171
- Nederlandse Thesaurus van Auteursnamen: 194212645
- Istituto Centrale per il Catalogo Unico: TO0V402015
- Système universitaire de documentation: 027069222
- Virtual International Authority File: 46765792
- WorldCat: E39PBJdGMJMg3VXTcg7HpQW4bd